# Khamis Gaddafi
Khamis Gaddafi (Trípoli, 27 de maio de 1983 – Tarhunah, 29 de agosto de 2011) foi o sétimo e o mais jovem filho do ex-líder líbio Muammar Gaddafi, e o comandante militar encarregado da Brigada Khamis do exército líbio. Ele fazia parte do círculo íntimo de seu pai.

## Biografia
Durante a Guerra Civil na Líbia, Khamis Gaddafi foi um dos principais alvos das forças de oposição que tentavam derrubar seu pai. Houve frequentes rumores de que teria sido morto durante a guerra, primeiro em 20 de março de 2011, quando várias fontes informaram que ele havia sido morto por um piloto de caça em uma realização de uma missão kamikaze contra o complexo Bab al-Azizia ou alguma variante dessa história.  Em seguida, em 5 de Agosto de 2011, um porta-voz rebelde afirmou que ele tinha sido morto em um ataque aéreo, embora tenha sido negado por Moussa Ibrahim, o porta-voz do regime de Gaddafi. Mais recentemente, os rebeldes afirmaram que ele morreu em 29 de agosto de 2011, quando um helicóptero da OTAN destruiu o carro que estava viajando, mais tarde afirmou ser um técnico, mas isso foi negado pela televisão estatal da Líbia no dia seguinte. Seu guarda pessoal, Abdul Salam Taher Fagri, um jovem de 17 anos de Sabha, recrutados em Tripoli, posteriormente confirmou que Khamis Kadafi foi de fato morto neste ataque.